# Eusarca imbraria
Eusarca imbraria là một loài bướm đêm trong họ Geometridae.